# Орегон Дакс (баскетбол)
Орегон Дакс (англ. Oregon Ducks) — баскетбольная команда, представляющая Орегонский университет в первом баскетбольном мужском дивизионе NCAA. Располагается в Юджине (штат Орегон). В настоящее время команда выступает в конференции Pac-12. Домашние игры проводит на арене «Мэттью-Найт-арена». «Орегон Дакс» выиграли первое чемпионство NCAA в 1939 году. Всего, команда пятнадцать раз выходила в турнир NCAA и четыре раза становилась победителем конференции.

## История
Свой первый сезона баскетбольная команда Орегонского университета провела в сезоне 1902/03 под руководством главного тренера Чарльза Бурдена. Команда провела всего два матча, оба которых проиграла. Свою первую победу «Уэбфутс» одержали лишь спустя четыре года, победив Роузбург. Более того, команда окончила чемпионат с положительным соотношением побед к поражением — 4-3. Главным тренером в том сезоне был Хьюго Бездек, который также тренировал университетскую сборную по американскому футболу. Однако по окончании сезона Бездек покинул университет и перешёл в Арканзас, где проработал до 1913 года, а затем вернулся в Орегон и оставался там до 1917 года . В период отсутствия Бездека баскетбольную команду в основном тренировал Уильям Хейвард. В 1923 году тренером «Уэбфутс» стал Уильям Рейнхарт, проработавший с командой до 1935 года. За это время Орегон провёл лишь одни сезон, в котором потерпел больше поражений, чем одержал побед.
В 1935 году главным тренером баскетбольной команды стал выпускник университета Ховард Хобсон, получивший славу новатора. Он один из первых стал использовать тактику быстрого отрыва в нападении, а в защите — гибридную систему. Он также лоббировал введение правила, ограничивающего время на атаку, и трёхочковые броски. В 1939 году Орегонский университет стал победителем первого в истории турнира NCAA. Описывая команду, спортивный журналист Эл Эйч Грегори назвал игроков «Высокие ели» из-за их высокого роста, по сравнению с игроками других университетов. Сезон 1938/39 годов начался с длительного турне по Восточному побережью, а закончилась на западе поражением Стэнфорду. За время этого турне «Уэбфутс» показали результат 6-3. В конференционных играх команда показала результат 14-2 и завоевала титул чемпиона Северного дивизиона конференции Тихоокеанского побережья. В решающей игре «Уэбфутс» обыграли «Калифорнию Голден Беарз».
В первой игре турнира NCAA «Уэбфутс» обыграли «Техас Лонгхорнс» ос счётом 56:41, а затем «Оклахому Сунерс» со счётом 55:37. 27 марта Орегон встретился в финале турнира с победителем Востока «Огайо Стэйт Бакайс». В матче «Уэбфутс» одержали победу со счётом 46:33 и стали первыми в истории победителями турнира NCAA.
Ховард Хобсон оставался на посту главного тренера команды до 1947 года, лишь в сезоне 1944/45 его заменял Джон Уоррен.

## Достижения
- Чемпион NCAA: 1939
- Полуфиналист NCAA: 1939, 2017
- Четвертьфиналист NCAA: 1939, 1960, 2002, 2007, 2016, 2017
- 1/8 NCAA: 1960, 2002, 2007, 2013, 2016, 2017, 2019
- Участие в NCAA: 1939, 1945, 1960, 1961, 1995, 2000, 2002, 2003, 2007, 2008, 2013, 2014, 2015, 2016, 2017, 2019
- Победители турнира конференции: 2003, 2007, 2013, 2016, 2019
- Победители регулярного чемпионата конференции: 1919, 1939, 1944, 2002, 2016, 2017